# Chiesa di San Bartolomeo (Vitereta)
La chiesa di San Bartolomeo è un edificio sacro situato a Vitereta, nel comune di Laterina Pergine Valdarno, in provincia di Arezzo.

## Storia e descrizione
Anticamente suffraganea della pieve di San Cassiano in Campavane, fu completamente riedificata nel Settecento in forme barocche, secondo quelle che erano all'epoca le tipologie nelle chiese del Valdarno. Presenta sulla semplice facciata quattro specchiature laterali in cui sono dipinte le figure degli Evangelisti, attualmente poco leggibili. L'interno, a navata unica con copertura a volta ribassata, è ornato da stucchi e finti marmi.